# Pistola Isard
La Pistola Isard era una pistola semiautomàtica de 9x23 mm Largo dissenyada i fabricada per la CIG, per al Govern de la Generalitat de Catalunya durant la Guerra Civil Espanyola de 1937 a 1939.

## Història
La pistola Isard era una pistola dissenyada per la CIG i alguns dissenyadors d'armes exiliats del País Basc en 1937.

## Disseny
El seu disseny era molt similar a la Colt M1911, amb l'excepció que disparava munició de 9x23 mm Largo, en comptes del calibre .45 ACP. Malgrat que no va tenir gairebé cap repercussió en la guerra, per culpa de la seva producció gairebé nul·la, va ser un gran exemple de l'eficiència i l'enginy de la CIG, a càrrec de Josep Tarradellas i Joan, i de la Generalitat de Catalunya.
Es van produir dos models d'aquesta arma. El primer estava fet amb una carcassa convencional d'una sola peça. El segon estava fet amb una carcassa de dues parts i sense el fiador de l'empunyadura.